# Raju Ban Gaya Gentleman
Raju Ban Gaya Gentleman (en hindi: राजू बन गया जेन्टलमैन, en español: Raju se convirtió en un caballero) es una película de comedia romántica india dirigida por Aziz Mirza y protagonizada por Shahrukh Khan, Juhi Chawla, Nana Patekar y Amrita Singh. Se estrenó el 13 de noviembre de 1992. Shahrukh Khan interpreta a Raj Mathur, un joven Diplomado en ingeniería civil de Darjeeling que llega a Bombay con la esperanza de convertirse en un ingeniero exitoso. La película fue un éxito comercial. Los derechos de esta película son propiedad de Red Chillies Entertainment de Shahrukh Khan.
Raju Ban Gaya Gentleman se estrenó en Japón el 17 de mayo de 1997. Mientras el cine paralelo indio, incluidas las películas bengalíes de Satyajit Ray como The Apu Trilogy, era conocido en Japón, Raju Ban Gaya Gentleman  introdujo el estilo comercial de masala, que fue bien recibido por el público japonés. La película se convirtió en un éxito comercial en el país. Esto provocó un auge de películas indias estrenadas en Japón durante los próximos dos años, allanando el camino para el éxito de Muthu (1995) de Rajinikanth en 1998.

## Argumento
Raj Mathur (Shahrukh Khan) es un joven diplomado en ingeniería civil de Darjeeling que llega a Bombay con una sola ambición: convertirse en un gran ingeniero. En Bombay, llega a una localidad de clase media baja en busca de un pariente lejano, solo para descubrir que se fue años antes. Pasa la noche en un templo, donde conoce a un filosófico artista callejero, Jai (Nana Patekar), que se convierte en un amigo cercano y le da un lugar para quedarse.
Sin conexiones y sin experiencia, le resulta difícil conseguir un trabajo en la ciudad hasta que una hermosa niña, Renu (Juhi Chawla), lo encuentra como aprendiz en la empresa de construcción donde trabaja como secretaria de Chabbria (Navin Nischol). Finalmente se enamoran el uno del otro.
A medida que tiene éxito, llama la atención de la hija de Chhabria, Sapna (Amrita Singh). Pasan más y más tiempo juntos y pronto se ve atrapado en el estilo de vida rico y glamoroso. Sapna se ha enamorado de Raju, pero cuando descubre que él ama a Renu, ella está desconsolada.
Mientras tanto, los enemigos de Raju están conspirando contra él y colapsan un puente que estaba bajo la supervisión de Raju. Él tiene la culpa y pronto se da cuenta de que el glamoroso mundo de los ricos no es lo que él quiere. Al final, Raju decide irse. La mayoría de la gente le preguntaba a Jai cuándo volvería Raju. Jai les dijo que cuando gira la cabeza y mira a Renu, no tendrá más remedio que volver. Justo un segundo antes, Jai dice «Palat» (es decir, girar) y luego Raju gira y mira a Renu. Él y Renu finalmente se reencuentran nuevamente.
La trama de la película se basa libremente en el clásico de Raj Kapoor Shree 420.

## Reparto
- Shahrukh Khan como Raju/Raj Mathur.
- Juhi Chawla como Renu.
- Nana Patekar como Jai.
- Amrita Singh como Sapna L. Chhabria
- Naveen Nischol como Chhabria, padre de Sapna.
- Sameer Chitre como Deepak Malhotra.
- Achyut Potdar como Sr. Joshi
- Neeraj Vora como Abdul.

## Producción
G. P. Sippy inicialmente quería contratar a un actor más conocido que Shahrukh Khan, que todavía era un recién llegado en ese momento. Pero el coproductor Vivek Vaswani finalmente lo convenció. Sin embargo, Sippy decidió limitar el presupuesto de la película a solo ₹ 0,6 crore. Vaswani habló con Juhi Chawla para que interpretara a la protagonista femenina. Chawla era una actriz establecida en ese momento. Vaswani la convenció de que asumiera el papel prometiéndole que Khan era el "próximo Aamir Khan". Chawla había oído hablar de Khan, pero nunca lo había conocido ni visto. Ella se sorprendió por su cuerpo delgado y su cabello desordenado cuando se conocieron en los sets. Esa noche, llamó a Vaswani y gritó: "¡Eeek! ¿Es este el próximo Aamir?".
Khan se casó durante la realización de la película. Todavía luchando financieramente, tomó prestados trajes del departamento de vestuario de la película para la boda. Aziz Mirza y Vaswani asistieron a la ceremonia.

## Banda sonora
Toda la música compuesta por Jatin Latit. 
| Raju Ban Gaya Gentleman |                                 |                 |                                                             |          |  |
| N.º                     | Título                          | Letras          | Cantante(s)                                                 | Duración |  |
| 1.                      | «Kya Hua»                       | Mahendra Dehlvi | Kumar Sanu, Jolly Mukherjee, Alka Yagnik                    | 5:25     |  |
| 2.                      | «Raju Ban Gaya Gentleman»       | Dev Kohli       | Kumar Sanu, Jolly Mukherjee, Sudesh Bhonsle, Sadhana Sargam | 6:08     |  |
| 3.                      | «Dil Hai Mera Deewana»          | Dev Kohli       | Kumar Sanu                                                  | 6:43     |  |
| 4.                      | «Kehti Hai Dil Ki Lagi»         | Vinod Mahendra  | Kumar Sanu, Alka Yagnik                                     | 6:09     |  |
| 5.                      | «Tu Mere Saath Saath»           | Mahendra Dehlvi | Kumar Sanu, Alka Yagnik                                     | 4:37     |  |
| 6.                      | «Tham Tham Tham»                | Manoj Darpan    | Kumar Sanu, Alka Yagnik                                     | 5:31     |  |
| 7.                      | «Seene Mein Dil Hai»            | Madan Pal       | Kumar Sanu, Alka Yagnik                                     | 4:36     |  |
| 8.                      | «Raju Ban Gaya Gentleman (Sad)» | Dev Kohli       | Sadhana Sargam                                              | 2:05     |  |
| 41:14                   |                                 |                 |                                                             |          |  |

## Premios y nominaciones
La película ganó un Premio Filmfare al mejor guion para Aziz Mirza y Manoj Lalwani, y una nominación al mejor actor de reparto para Nana Patekar.